# El galán fantasma
El galán fantasma es una obra de teatro del dramaturgo español Pedro Calderón de la Barca, se cree que escrita en 1637.

## Argumento
Enrique cree muerto a su hijo Astolfo en un lance de espada con el malvado Duque de Sajonia debido a un triángulo amoroso de ambos con la bella Julia, quien esta profundamente enamorada de Astolfo. Sin embargo, se descubre que Astolfo ha sobrevivido al duelo y empieza a deambular entre el pueblo en forma de fantasma. El primero en descubrir el impactante hecho es Candíl, el chismoso del pueblo y debido a esto, el rumor del fantasma se esparce por toda la villa hasta llegar a los oídos de Julia y el Duque. Carlos, el mejor amigo de Astolfo y enamorado de Laura (hermana de Astolfo) es quien lo ayuda a infiltrase en la villa de forma fantasmal con el fin de que pueda volver a ver a su amada Julia. Enrique descubre el hecho y esconde a Astolfo lejos de la villa. Desde ese momento, Astolfo, en guisa de fantasma, deambula por la mansión de su amada Julia, sembrando el pánico entre los presentes. Excepto la joven, que está al tanto de la situación. Finalmente, tras superar distintas peripecias, el amor se impone, y los jóvenes contraen matrimonio.

## Personajes

### Principales
-Astolfo: Protagonista principal de la trama. El galán fantasma.
-Julia: Protagonista femenina de la trama. El amor de Astolfo.
-Duque Federico de Sajonia: Antagonista principal de la trama.

### Secundarios
-Carlos: Personaje Coestelar de la trama. Mejor amigo de Astolfo y enamorado de Laura.
-Candíl: Personaje cómico de la trama. Sirviente de Don Enrique.
-Don Enrique: Personaje maduro de la trama. El padre de Astolfo y Laura.
-Leonelo: Personaje secundario de la trama. Guardia del Duque.
-Octavio:  Personaje secundario de la trama. Segundo guardia del Duque.
-Laura: La hermana de Astolfo e hija de Don Enrique.
-Porcia: Criada de Julia.
-Lucrecia: Criada de Don Enrique
-Criado: Personaje breve en la trama.

## Representaciones en los siglosXXyXXI
Son  de señalar las siguientes:
- Teatro Español, Madrid, 1981.[1]
  - Dirección: José Luis Alonso.
  - Intérpretes: María José Goyanes, Pedro Mari Sánchez, Ana María Ventura, Fernando Valverde, José María Guillén, María Garralón, José María Pou.

- Muralla Árabe, Madrid, 2000[2]
  - Dirección: David Bello.
  - Intérpretes: Carmen Morales, Felipe Jiménez, Antonio Vico, Pedro Valentín, Paloma Paso Jardiel, Francisco Piquer Chanza, Francisco Lahoz, Eva Cobo.

- Teatros del Canal, Madrid, 2010.[3]
  - Dirección: Mariano de Paco.
  - Intérpretes: Carmen Morales, Patxi Freytez, Guillermo Montesinos, Alejandro Arestegui, Ana Ruiz, Juan Calot, Manuel Gallardo.

### Televisión
El 6 de julio de 1969 se emitió una adaptación por Televisión española, en el espacio Teatro de siempre, interpretada por Paco Morán, Amparo Pamplona, José Vivó, Jesús Aristu y Enrique Cerro.